# Villa Forni Cerato
La Villa Forni Cerato es una villa del siglo XVI relacionada con el arquitecto Andrea Palladio. Se encuentra en el municipio italiano de Montecchio Precalcino.
Su diseño se atribuye a Andrea Palladio y se cree que su cliente fue Girolami Forni, un rico comerciante de madera que proporcionaba material de construcción para una serie de proyectos palladianos. La atribución a Palladio se basa, en parte, sobre fundamentos estilísticos, aunque se trata de un tema complicado, ya que el edificio se aparta de las normas palladianas.
Forma parte del conjunto de villas palladianas nombradas Patrimonio de la Humanidad por la Unesco en 1994 y 1996.

## Historia
La villa probablemente se construyó en los años 1540 modificando un edificio preexistente en el lugar. El nombre doble, Forni-Cerato, que siempre se le ha dado, se remonta al año 1610. En ese año el edificio, que pertenecía a Girolamo Forni quien puede ser considerado como quien lo encargó, pasó de acuerdo con una provisión en su testamento a la propiedad de Giuseppe, Girolamo y Baldissera Cerato.
Tanto su atribución a Palladio y la asunción de que Girolamo Forni lo había construido permanece como mera especulación. Está mencionado por vez primera por Francesco Muttoni y Ottavio Bertotti Scamozzi en el siglo XVIII que Palladio fue el arquitecto que ejecutó la obra. Los investigadores modernos se muestran de acuerdo de manera prácticamente unánime, con estos dos arquitectos. Además, la propia villa revela claramente quien fue su creador, Andrea Palladio.

## Estado de conservación
La villa se encuentra mal conservada. El cuerpo del edificio no ha tenido ningún cambio, con la excepción de la parte trasera, que tenía una serliana todavía visible hoy, y que se interpretaba como una respuesta a la de la fachada delantera, pero más tarde fue reemplazada por una terraza.
Los relieves de la fachada, que se retiraron en el año 1924, están documentados por un grabado al cobre obra de Marco Moro, pero se cree que no eran rasgos originales del plan putativo de Palladio. Los relieves actuales, que muestran a dioses del río, son copias del siglo XX basadas en el grabado de Moro. Lo mismo puede decirse del blasón dentro de la zona del gablete.
Actualmente, la única decoración escultórica auténtica parece ser una máscara sobre el arco de medio punto de la serliana de la entrada que se atribuye a Allesandrio Vittoria.

## Diseño
Villa Forni Cerato es de tamaño relativamente pequeño, y su altura se estructura por el triple ritmo de la planta bodega, el piano nobile y la planta entresuelo. Esta pauta triple también determina la anchura de la villa. La galería sobresale como la parte dominante de la fachada frontal. En lo que demuestra una destacada relación con la Villa Godi, un tramo de escaleras sobre el sótano y que lleva a la galería, que se abre en una serliana. Esta serliana asume toda la anchura de la galería y le da una especial importancia visual.
El eje central es extremadamente claro y no resulta roto por ventanas forzadas a través de los muros exteriores como en la Villa Godi. Justo lo contrario: las ventanas manifiestamente encajan con la estructura proporcionada de la villa. Pero no es sólo respecto a esto que la Villa Forni Cerato marca un considerable paso adelante en el desarrollo de Palladio; por vez primera, las divisorias entre los distintos pisos de la fachada son claramente visibles. Aunque la serliana frontal parece en forma simplificada, una cornisa proyectada de la base del muro en el lado del arco de medio punto que lleva alrededor de la galería y encuentra su contrapunto, en lo que a motivos se refiere, en los extremos superiores de la ventanas. Una doble cornisa recorre por debajo las ventanas y conexta la galería orgánicamente con el resto del edificio. Aparte de su función estructural, forma tanto la conclusión superior como la inferior de dos balaustradas, que están colocadas entre las pilastras externas de la serliana.
Puede considerarse que aquí se expresa por vez primera la subordinación de los detalles de la fachada individuales en relación con la fachada en su conjunto, que fue una característica del desarrollo posterior de Palladio.